# The Four Pennies
The Four Pennies foi uma banda britânica de música pop. O auge de seu sucesso foi na década de 1960, quando emplacaram vários hits nas paradas musicais do Reino Unido, incluindo o single "Juliet", que alcançou o 1° lugar da UK Singles Chart.

## Discografia

### Singles

#### Reino Unido
| Ano  | Lado-A                          | Lado-B                      | Selo e n° de catálogo | UK Singles Chart |
| ---- | ------------------------------- | --------------------------- | --------------------- | ---------------- |
| 1964 | "Do You Want Me To"             | "Miss Bad Daddy"            | Philips BF1296        | #47              |
| 1964 | "Juliet"                        | "Tell Me Girl"              | Philips BF1322        | #1               |
| 1964 | "I Found Out The Hard Way"      | "Don't Tell Me You Love Me" | Philips BF1349        | #14              |
| 1964 | "Black Girl"                    | "You Went Away"             | Philips BF1366        | #20              |
| 1965 | "The Way of Love"               | "A Place Where No One Goes" | Philips BF1398        | -                |
| 1965 | "Someone Stole The Sun"         | "Let Me Hear Your Voice"    | Philips BF1427        | -                |
| 1965 | "Until It's Time for You to Go" | "'Til Another Day"          | Philips BF1435        | #19              |
| 1965 | "What Colour Is A Man"          | "So Now You're Gone"        | Philips BF1441        | -                |
| 1966 | "Trouble Is My Middle Name"     | "Way Out Love"              | Philips BF1469        | #32              |
| 1966 | "Keep The Freeway Open"         | "Square Peg"                | Philips BF1491        | -                |
| 1966 | "No More Sad Songs For Me"      | "Cats"                      | Philips BF1519        | -                |

- Obs.: "Someone Stole The Sun" e "What Colour Is A Man" foram creditados à Fritz, Mike & Mo.

#### Estados Unidos
| Ano  | Lado-A                          | Lado-B             | Selo e n° de catálogo | Billboard Hot 100 |
| ---- | ------------------------------- | ------------------ | --------------------- | ----------------- |
| 1964 | "Juliet"                        | "Tell Me Girl"     | Philips 40202         | -                 |
| 1965 | "Until It's Time for You to Go" | "'Til Another Day" | Philips 40333         | -                 |

### EPs britânicos
| Ano  | Título                                | Selo e n° de referência |
| ---- | ------------------------------------- | ----------------------- |
| 1964 | The Four Pennies                      | Philips BBE 12561       |
| 1964 | Spin With The Pennies                 | Philips BBE 12562       |
| 1965 | The Swinging Side of The Four Pennies | Philips BBE 12570       |
| 1965 | The Smooth Side of The Four Pennies   | Philips BBE 12571       |

### Álbuns britânicos
| Ano  | Título                    | Selo e n° de referência | UK Albums Chart |
| ---- | ------------------------- | ----------------------- | --------------- |
| 1964 | Two Sides of Four Pennies | Philips BL 7642         | #13             |
| 1966 | Mixed Bag                 | Philips BL 7734         | -               |